# 棚橋通治
棚橋 通治（たなはし みちはる、1838年（天保9年）- 1917年（大正6年））は、日本の技術者である。

## 経歴・人物
美濃に生まれる。1868年（明治元年）に横浜に移住し、外国語学や薬学を学んだ。その後1889年（明治22年）に同地で花火製造工場の創設に携わり、後にアメリカ合衆国に移住した。1904年に開催されたセントルイス万国博覧会においては開催式等における花火の打ち上げ実演携わり、当時同じく横浜で花火製造所を創設した平山甚太が制作した「平山花火」と共に「棚橋花火」と呼ばれ双璧を成し遂げた。
これによって多くの賄賂や賞を受け後に帰国したが、以降もアメリカ国内では独立記念日において、平山花火と共に棚橋花火をモデルにした花火が打ち上げられている。

## 受賞歴
- 金牌 - 1904年に開催されたセントルイス万国博覧会にて受賞[2]。